# Dominika Chmiel
Dominika Chmiel, z domu Nowak (ur. 13 maja 1983 w Tarnowskich Górach) – polska szachistka.

## Kariera szachowa
Wielokrotnie startowała w finałach mistrzostw Polski juniorek w różnych kategoriach wiekowych, największy sukces odnosząc w 2003 r. w Jarnołtówku, gdzie zdobyła tytuł mistrzyni Polski w kategorii do 20 lat. Była również medalistką mistrzostw Polski juniorek w szachach szybkich i błyskawicznych, m.in. dwukrotną mistrzynią do 20 lat (2002, 2003 – P-15), dwukrotną wicemistrzynią do 18 lat (2000, 2001 – P'5), brązową medalistką do 18 lat (2001 – P-30') oraz brązową medalistką do 20 lat (2003 – P-30'). W 2003 r. reprezentowała narodowe barwy na rozegranych w Nachiczewanie mistrzostwach świata juniorek do 20 lat, zajmując XXI miejsce. Dwukrotnie startowała w finałach indywidualnych mistrzostw Polski kobiet, w 2003 r. w Środzie Wielkopolskiej zajmując VIII miejsce, natomiast w 2004 r. w Warszawie – VII miejsce. W 2007 r. zwyciężyła w V Międzynarodowym Memoriale Marka Piasty w Tarnowskich Górach, natomiast w 2010 r. zajęła II miejsce (za Bogdanem Grabarczykiem) w turnieju głównym XI Międzynarodowego Festiwalu Szachowego w Kołobrzegu.
Najwyższy ranking w dotychczasowej karierze osiągnęła 1 października 2007 r., z wynikiem 2225 punktów zajmowała wówczas 17. miejsce wśród polskich szachistek.